# Ocna de Jos
Ocna de Jos (węg. Alsósófalva) – wieś w Rumunii, w okręgu Harghita, w gminie Praid. W 2011 roku liczyła 1537 mieszkańców.